# Der Mann aus London
Der Mann aus London (französisch: L’homme de Londres) ist ein Roman des belgischen Schriftstellers Georges Simenon, der im Herbst 1933 in Marsilly, Charente-Maritime, geschrieben wurde. Der französische Verlag Fayard publizierte die Buchausgabe im Dezember 1933, während die Tageszeitung Le Journal den Roman vom 18. Dezember 1933 bis 9. Januar 1934 in 23 Folgen abdruckte. Unter dem Titel Der Mann aus London erschienen insgesamt vier deutsche Übersetzungen: 1934 von Hilde Barbasch in der deutschsprachigen Exilzeitung Pariser Tageblatt, im Folgejahr von Harold Effberg in der Schlesischen Verlagsanstalt, 1969 von Hansjürgen Wille und Barbara Klau im Heyne Verlag und 1981 von Stefanie Weiss im Diogenes Verlag.
Ein französischer Bahnangestellter wird Zeuge, wie ein Mann aus London seinen Koffer durch den Zoll schmuggelt und anschließend seinen Komplizen ermordet. Es gelingt ihm, den Koffer an sich zu bringen, in dem sich die Beute eines Raubüberfalls befindet. Verlockt von dem plötzlichen Reichtum, hält er seinen Fund vor den Ermittlungsbehörden geheim. Als er dem Mörder wiederbegegnet, kommt es zu einem psychologischen Duell zwischen den beiden Männern, die einander nicht verraten dürfen.

## Inhalt

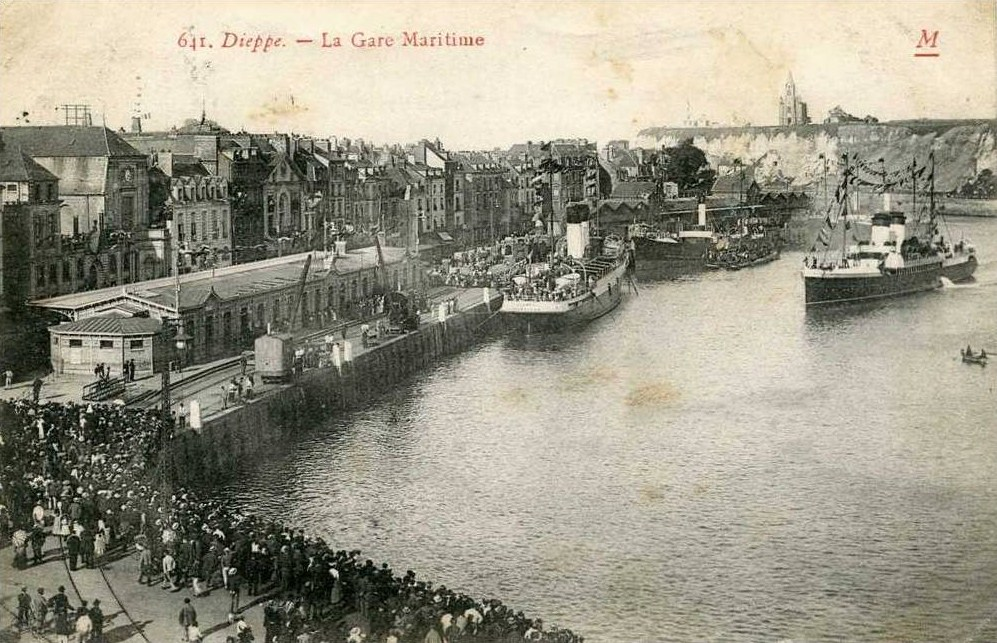
Ehemaliger Bahnhof Gare de Dieppe-Maritime zu Beginn des 20. Jahrhunderts

Louis Maloin ist Rangiermeister im Hafenbahnhof der nordfranzösischen Stadt Dieppe. In seinem Stellwerk thront er über dem Hafen und beobachtet das geschäftige Treiben unter sich. So wird er auch Zeuge, als eines Nachts ein Passagier der Fähre aus Newhaven mit Hilfe eines wartenden Komplizen seinen Koffer durch den Zoll schmuggelt. Später geraten die beiden Männer in Streit, der Ankömmling aus London stößt seinen Begleiter ins Hafenbecken, wo dieser ertrinkt und den mysteriösen Koffer mit in die Tiefe nimmt. Maloin verscheucht den Mörder und birgt den Koffer, der 5000 Pfund enthält, umgerechnet eine halbe Million Francs. Im Bewusstsein, den Moment zum Einschalten der Polizei verpasst zu haben, versteckt der Eisenbahner den Koffer in seinem Spind und verheimlicht den Fund.
Am nächsten Morgen begegnet Maloin dem Engländer zum ersten Mal bei Tageslicht. Es handelt sich um Pitt Brown, einen Clown des Londoner Palladiums, der gemeinsam mit seinem Komplizen Teddy Baster den Theaterbesitzer Harold Mitchel ausgeraubt hat. Brown sucht verzweifelt nach dem Koffer, doch als er dem Blick Maloins begegnet, ahnt er dessen Verstrickung in den Fall und beginnt, den Eisenbahner zu belauern. Dieser gibt sich Träumen hin, mit dem Geld ein neues Leben zu beginnen. Zum Missfallen seiner Frau kündigt er die Stelle seiner Tochter Henriette als Metzgersgehilfin und kauft ihr einen Pelz sowie sich selbst eine neue Pfeife. Andererseits beschäftigt ihn die rastlose Suche des schwermütigen Brown, und er ist mehrmals nahe daran, diesem den Koffer einfach auszuhändigen.

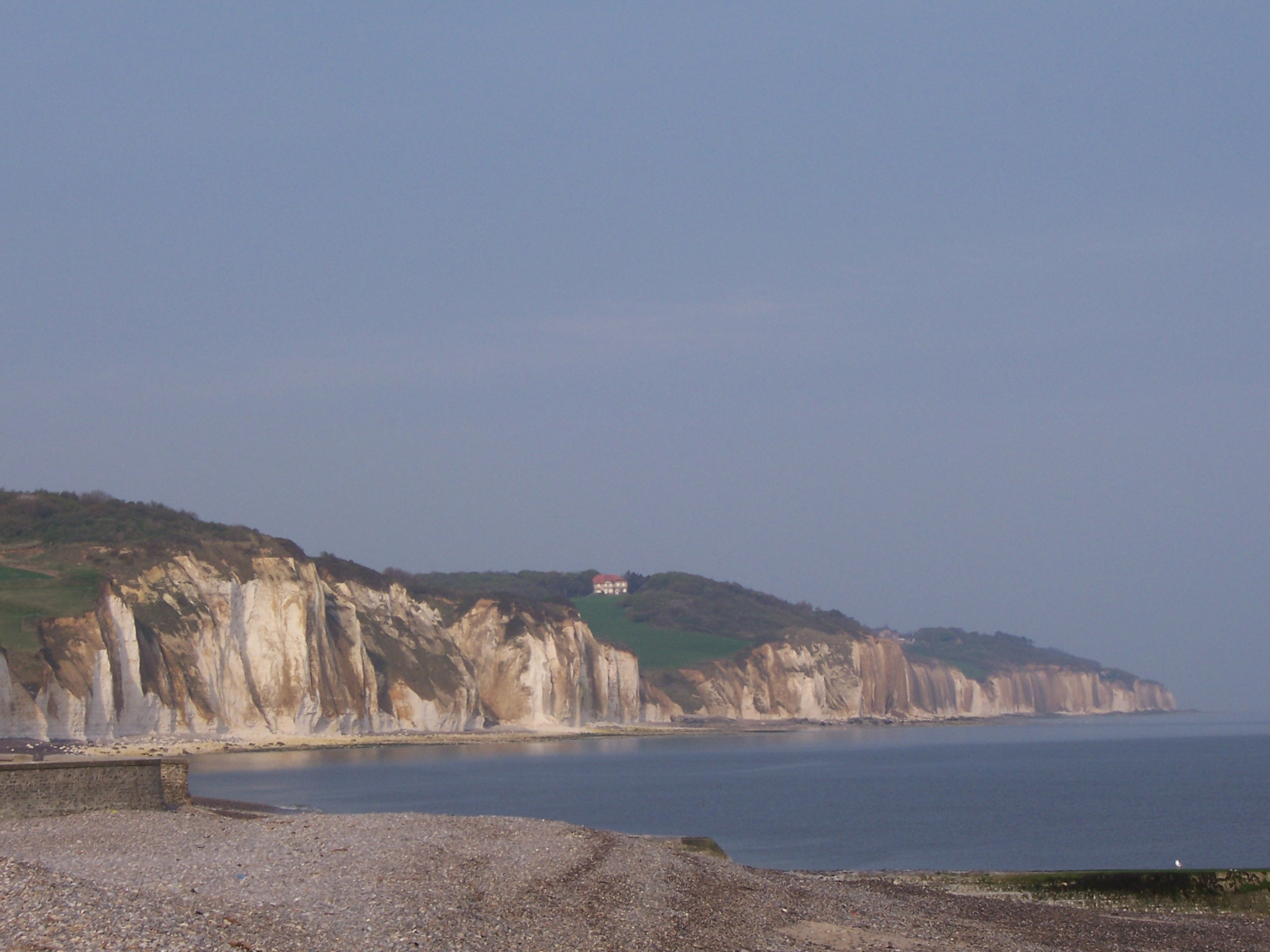
Steilküste bei Dieppe

Kommissar Molisson von Scotland Yard trifft in Dieppe ein und macht Brown in dessen Hotel ausfindig. Er bietet dem Tatverdächtigen an, gegen Rückgabe des gestohlenen Geldes die Ermittlungen einzustellen. Doch ohne den Koffer mit der Beute bleibt Brown nichts anderes übrig, als unterzutauchen. Er versteckt sich in Maloins Bootshaus, wo ihn Henriette entdeckt und in Panik einschließt. Während Maloin grübelt, wie die Situation zu retten ist, ohne sich selbst in die Bredouille zu bringen, reisen Mitchel und seine Tochter Eva persönlich an, um nach dem Geld zu fahnden. Eva verfällt auf die Idee, Browns verschüchterte Ehefrau an den Ort des Geschehens zu locken, um weiteren Druck auf den Dieb auszuüben, der sich als Mörder erweist, als im Hafen die Leiche des Komplizen aufgespürt wird.
Vom Gefühl getrieben, in das Geschehen eingreifen zu müssen, schleicht sich Maloin zu seinem Bootshaus, um den Eingesperrten mit Verpflegung zu versorgen. Er versucht mit dem Engländer ins Gespräch zu kommen, wird von diesem jedoch mit einem Krabbenhaken attackiert und erschlägt seinen Widersacher in einem Kampf auf Leben und Tod. Ohne auch nur einen Gedanken daran zu verschwenden, die Tat zu vertuschen, die er für einen Katastrophe hält, die jedem hätte passieren können, liefert er Molisson den Geldkoffer ab und führt Browns Ehefrau zu der Leiche ihres Mannes. In den Mühlen der französischen Justiz wird ihm allerdings bald klar, dass sich niemand bemüht, seine Tat zu verstehen, und er verschließt sich, was den Eindruck von Kälte und Mitleidlosigkeit erweckt. Maloin wird zu fünf Jahren Gefängnis verurteilt. Immer wieder muss er an die Familie des Toten denken und wie die Geschichte anders verlaufen wäre, wenn er sich mit Brown hätte verständigen können.

## Interpretation
Der Mann aus London besitzt für Stanley G. Eskin alle Bestandteile eines Detektivromans, ohne jedoch einer zu sein. Das verübte Verbrechen bleibt im Hintergrund, die Aufmerksamkeit gilt vollständig dem zufälligen Zeugen und seiner einfühlsam geschilderten Reaktion auf den Fund der Beute, durch den sein Leben völlig aus den Fugen gerät. Im Unterschied zur Maigret-Serie fehle die wohlwollende und für Beruhigung sorgende Figur des Kommissars und seine besondere Fähigkeit, die Geschicke der Figuren gleichsam wie ein Flickschneider auszubessern. Stattdessen werde Maloin mit seinen existentiellen Ängsten alleine gelassen, die ihn zunehmend kopflos machen und schließlich dazu treiben, den Mann aus London zu töten. Erst am Ende, als der Proletarier Maloin zum Opfer der Klassenjustiz wird, erlangt er eine gewisse Würde. Sein Schicksal werde „zu einer Miniaturtragödie hardyscher Prägung“.
Das britische Magazin The Listener hält Maloin für eine der sympathischsten Figuren in Simenons Werk, die mit dessen Äquivalent von Mitleid gezeichnet sei: mit Respekt. Sein Schicksal rühre den Leser, weil es tiefgreifende Wahrheiten über die menschliche Natur offenbare. Maloins Impuls, sich am Ende der Polizei zu stellen, entspringe seinem Bedürfnis nach menschlicher Würde. Laut Peter Kaiser gilt Simenons Mitgefühl stets dem Außenseiter, Unangepassten, dem zornig Ausbrechenden. Sein Motto sei: „Was unterscheidet den Normalbürger vom Mörder? Nur der eine Augenblick der Tat.“ Der Roman werde „zu einer Frage der Ethik und der moralischen Entscheidung. Und an solchen sind schon andere gescheitert als ein Eisenbahner aus Dieppe.“ Für Tilman Spreckelsen ist jede Figur im Roman isoliert von ihren Mitmenschen. Man begegne sich unverständig, belauere sich, „sehnt sich nach Nähe und tötet einander im selben Atemzug.“ Nach mehreren schlaflosen Tagen und Nächten sei Maloin so überreizt, dass er sich zu jedweder Tat bereitfindet, die dem Treiben eine Ende setzt, um endlich zur Ruhe zu kommen.
Maloin ist für Behrang Samsami ein Kleinbürger, dem einmal im Leben etwas Außergewöhnliches widerfährt, die Hoffnung auf jenes Sozialprestige, das ihm das Leben bislang versagt hat. Was ihn mit anderen negativen Helden aus Simenons Romanen wie etwa Das Haus am Kanal verbindet, ist die Passivität und der Fatalismus, mit dem er die Geschehnisse über sich ergehen lässt, ohne aktiv in sie einzugreifen. Beinahe gelange man zum Eindruck, er heiße das Unheil willkommen, das sich über ihm und seiner Familie zusammenbraut. Mit Peter Kaiser möchte man dem Eisenbahner zurufen: „Stehen bleiben und keinen Schritt weiter!“ Doch sein Weg scheint vorgezeichnet, sein Handeln unausweichlich. Ihn verknüpft ein unsichtbares Band mit dem Mörder, von dem er sich nicht zu lösen vermag. Diese Unentrinnbarkeit ist laut Jack Edmund Nolan eine zentrale These in Simenons Werk: Auch wenn seine Helden scheinbar mit einer Tat davonkommen, laden sie in der Folge nur umso größere Schuld auf sich, bis sie die aufgeschobene Strafe am Ende doch trifft.
Zwei zentrale Motive macht Tim Morris im Roman aus: jenes des gehetzten Mannes, das viele frühe Romane Simenons wie etwa Der Mann, der den Zügen nachsah bestimmt, sowie jenes des Doppelgängers, das den gejagten Brown zum Double des Eisenbahners Maloin werden lässt. Für Gavin Lambert ist Maloin ein einfacher Mann, der in seinem Lebenslauf gefangen sei, was durch den Glaskasten seiner Arbeitsstelle symbolisiert werde. Diesen Glaskasten tauscht er am Ende mit einer Gefängniszelle ein, in der er fortwährend über sein Opfer und die Austauschbarkeit ihrer Leben mit Frau, Familie und Haus auf beiden Seiten des Ärmelkanals sinniert. Beide seien Opfer der Umstände geworden: Brown, der für Geld gemordet hat, endet als Mordopfer. Maloin, der sich als untauglicher Dieb erweist, wird zum ungewollten Mörder. Beide Männer verpatzen den möglichen Ausbruch aus ihrem Leben, dem Zufall bleibt es vorbehalten, ihr Schicksal des Scheiterns zu entlarven.
Diese Bedeutung des Zufalls für das menschliche Schicksal ist laut Lucille Frackman Becker charakteristisch für Simenons Werk. Das Schicksal beider Hauptfiguren hätte anders verlaufen können, wenn Brown zum richtigen Zeitpunkt einen Schritt auf Maloin zugetan hätte. Stattdessen kam es zu einem tödlichen Missverständnis, und der Eisenbahner malt sich am Ende in seiner Zelle aus, zu welcher Form von Verständigung es hätte kommen können. Für John Raymond liegt der universelle Status Maloins darin, dass ihm die Ereignisse nicht vorbestimmt sind wie einem Macbeth oder einer Medea, sie geschehen ihm wie einem ganz gewöhnlichen Menschen, einem jedermann. Dadurch wird er zu einem typischen Simenonschen Helden, dem Mann aus der Masse, der im Netz der Ereignisse gefangen ist, einer Figur, in der das Besondere und das Allgemeingültige verschmelzen.

## Rezeption
Tim Morris vergleicht L’homme de Londres mit Simenons besten Werken, sowie mit jenen seines französischen Kollegen Francis Carco wie den genreprägenden Roman L’homme traqué (Der Gehetzte). Für Oliver Hahn ist es „ein düsterer, dunkler Roman“, dessen Hauptperson er wenig abgewinnen kann, obwohl er eine gute Abwechslung zur Maigret-Serie bilde. Tilman Spreckelsen spricht von einem „eiskalten“ Roman, und The New Yorker von einer „mitleidlosen Studie französischer Kriminalpsychologie“, die Simenons Liebhabern das Blut in den Adern gerinnen lassen werde. Auf den Spuren von Simenons Roman begab sich 2012 der französische Journalist Jacky Durand nach Dieppe, wo der beschriebene Hafenbahnhof Gare de Dieppe-Maritime allerdings bereits 1994 geschlossen wurde.
Der Roman wurde insgesamt fünfmal verfilmt. Unter der Regie von Henri Decoin entstand 1943 der französische Kinofilm L’homme de Londres. Es spielten Fernand Ledoux, Suzy Prim und Jules Berry. 1947 folgte der britische Spielfilm Temptation Harbour (deutsch: Hafen der Versuchung) mit Robert Newton, Simone Simon, William Hartnell und Marcel Dalio. Regie führte Lance Comfort. 1971 strahlte das ZDF den Fernsehfilm Der Mann aus London von Heinz Schirk mit Jean Servais, Paul Albert Krumm und Ilse Ritter aus. 1988 entstand eine Folge der französischen Fernsehreihe L’heure Simenon unter der Regie von Jan Keja. 2007 wurde der ungarische Spielfilm A Londoni férfi von Béla Tarr bei den Internationalen Filmfestspielen von Cannes gezeigt.

## Ausgaben
- Georges Simenon: L’homme de Londres. Fayard, Paris 1933 (Erstausgabe).
- Georges Simenon: Der Mann aus London. Übersetzung: Hilde Barbasch. In: Pariser Tageblatt Nr. 163–195. Mai/Juni 1934.
- Georg Simenon: Der Mann aus London. Übersetzung: Harold Effberg. Schlesische Verlagsanstalt, Berlin 1935.
- Georges Simenon: Der Mann aus London. Übersetzung: Hansjürgen Wille und Barbara Klau. Heyne, München 1969.
- Georges Simenon: Der Mann aus London. Übersetzung: Stefanie Weiss. Diogenes, Zürich 1981, ISBN 3-257-20813-8.
- Georges Simenon: Der Mann aus London. Ausgewählte Romane in 50 Bänden, Band 4. Übersetzung: Stefanie Weiss. Diogenes, Zürich 2010, ISBN 978-3-257-24104-4.